# Вулман, Эйбел
Эйбел Вулман (Abel Wolman; 10 июня 1892 г., Балтимор, Мэриленд — 22 февраля 1989 г., там же) — американский инженер и учёный, эколог, специалист в области водоподготовки и водоочистки, санитарной инженерии, разработчик метода хлорирования питьевой воды, принятого по всему миру.
Эмерит-профессор Университета Джонса Хопкинса, член НАН США.
Удостоен Национальной медали науки (1974).
Президент НАН США Франк Пресс называл его «одним из великих американцев двадцатого века», а «Baltimore Sun» в 1999 — «Мэрилендцем века» (Marylander of the Century).

## Биография
Родился в семье еврейских эмигрантов из Польши. Окончил Университет Джонса Хопкинса со степенью бакалавра (предмедицина, 1913), и следом затем открывшуюся при нём же инженерную школу, также со степенью бакалавра — в 1915 году, став одним из первых трёх её выпускников.
С 1914 по 1939 год инженер Департамента здравоохранения штата Мэриленд, шеф-инженер. Во время работы там, вместе с химиком Linn Enslow в 1918-19 годах Вулман разработал формулу хлорирования водопроводной воды, за что впоследствии был удостоен Национальной медали науки (в 1974) — она получила применение во всём мире.
В эпоху Рузвельта он занимал пост председателя комитета планирования водных ресурсов (1935-41).
С 1920 года преподавал в альма-матер и в 1937 году возглавил там кафедру санитарной инженерии, с 1962 года в отставке. В 1969 году был удостоен почётной степени от альма-матер.
Член НАН и Национальной инженерной академии США.
Член-основатель Water Environment Federation. Состоял президентом American Water Works Association и American Public Health Association.
Редактор Journal of the American Water Works Association (1921-37) и Municipal Sanitation (1929-35), а также ассоциированный редактор American Journal of Public Health (1923-27).
Женат с 1919 года, сын M. Gordon Wolman.
Автор многих работ.
Награды
- 1948 — Sedgwick Memorial Medal[англ.], высшее отличие American Public Health Association
- 1960 — Премия Ласкера — Блумберга за государственную службу[англ.] Фонда Ласкера
- 1967 — Премия Уильяма Проктера за научные достижения, Sigma Xi
- 1974 — Национальная научная медаль, США
- 1976 — Премия Тайлера
- 1986 — Robert E. Horton Medal[англ.] Американского геофизического союза
- 1986 — John Wesley Powell Award[англ.], Геологическая служба США
- Медаль Health For All[англ.] ВОЗ[3]